# 爱范儿
爱范儿成立于2008年10月，是一个全景关注移动互联网、集中报道的创业团队。其中包括了一些科技界的最新动态和一些评论者的点评，拥有大量原创报道和分析评论。
爱范儿曾获得了由《新周刊》评选的2011网络生活价值榜的年度小众网站奖项。

## 争议

### LOGO涉嫌抄袭
该网站在2018年新更换的LOGO，在视觉上高度类似德意志银行长期使用的标识，引发设计师群体的批评。